# Super Mario
Super Mario (スーパーマリオ Sūpā Mario?) (también conocido como Super Mario Bros. y Mario) es una serie de videojuegos de plataformas creada por Nintendo protagonizada por su mascota, Mario. Es la serie central de la gran franquicia de Mario. Se ha lanzado al menos un juego de Super Mario para todas las principales consolas de videojuegos de Nintendo. Sin embargo, también se han lanzado varios videojuegos de Super Mario en plataformas de juegos que no son de Nintendo. Hay más de 20 juegos de la serie.
Los videojuegos de Super Mario siguen las aventuras del fontanero Mario, por lo general en el ficticio Reino Champiñón. A menudo se le une su hermano, Luigi, y ocasionalmente, otros miembros de la franquicia. Al igual que en la mayoría de los videojuegos de plataformas, el jugador principalmente corre y salta a través de plataformas y sobre enemigos en distintos niveles temáticos. Los videojuegos tienen tramas generalmente simples, en los que Mario debe rescatar a la princesa Peach (Princesa Toadstool) que es secuestrada por el villano principal de la franquicia, Bowser. El primer título de la serie, "Super Mario Bros.", lanzado para el Nintendo Entertainment System (NES) en 1985, estableció conceptos y elementos de jugabilidad prevalecientes en casi todos los videojuegos de Super Mario desde entonces. Estos incluyen una multitud de potenciadores y elementos que le dan a Mario, poderes mágicos especiales, como lanzar bolas de fuego o cambiar de tamaño a tamaños gigantes o en miniatura, etc.
La serie Super Mario es parte de la franquicia Mario. Esta incluye otros géneros de videojuegos y otros medios como películas, series de televisión, medios impresos y varios productos. Se han vendido más de 400 millones de copias de los juegos de Super Mario en todo el mundo, lo que la convierte en la segunda serie de videojuegos más vendida, detrás de la propia franquicia multimedia de Mario considerada en su conjunto, con cifras cercanas a Tetris, Pokémon, Grand Theft Auto y Call of Duty, y en la primera franquicia de videojuegos de plataformas, a mucha distancia de su primer perseguidor dentro del género, Sonic the Hedgehog.

## Videojuegos
| 1985 | Super Mario Bros.                   |
| 1986 | Super Mario Bros.: The Lost Levels  |
| 1987 |                                     |
| 1988 | Super Mario Bros. 2                 |
| 1988 | Super Mario Bros. 3                 |
| 1989 | Super Mario Land                    |
| 1990 | Super Mario World                   |
| 1991 |                                     |
| 1992 | Super Mario Land 2: 6 Golden Coins  |
| 1993 |                                     |
| 1994 |                                     |
| 1995 | Super Mario World 2: Yoshi's Island |
| 1996 | Super Mario 64                      |
| 1997 |                                     |
| 1998 |                                     |
| 1999 |                                     |
| 2000 |                                     |
| 2001 |                                     |
| 2002 | Super Mario Sunshine                |
| 2003 |                                     |
| 2004 |                                     |
| 2005 |                                     |
| 2006 | New Super Mario Bros.               |
| 2007 | Super Mario Galaxy                  |
| 2008 |                                     |
| 2009 | New Super Mario Bros. Wii           |
| 2010 | Super Mario Galaxy 2                |
| 2011 | Super Mario 3D Land                 |
| 2012 | New Super Mario Bros. 2             |
| 2012 | New Super Mario Bros. U             |
| 2013 | Super Mario 3D World                |
| 2014 |                                     |
| 2015 | Super Mario Maker                   |
| 2016 | Super Mario Run                     |
| 2017 | Super Mario Odyssey                 |
| 2018 |                                     |
| 2019 | Super Mario Maker 2                 |
| 2020 |                                     |
| 2021 | Bowser's Fury                       |
| 2022 |                                     |
| 2023 | Super Mario Bros. Wonder            |

### Super Mario Bros.

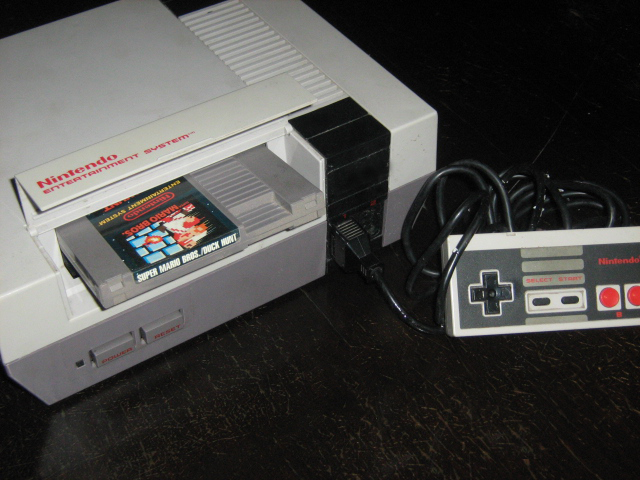
Una consola NES con su mando y un juego multicartucho de Super Mario Bros. y Duck Hunt.

Super Mario Bros. o Super Mario Brothers fue lanzado para la consola Nintendo Entertainment System (NES) en septiembre de 1985 y es el primer videojuego de la saga de Super Mario Bros. y el primer juego de plataformas en 2D con desplazamiento horizontal de la saga. Estableció muchos conceptos básicos de jugabilidad de los videojuegos de la serie. De las anteriores apariciones de Mario en juegos de plataformas 2D con desplazamiento vertical, se recuperó de Donkey Kong (1981) la idea de alcanzar la meta de un nivel para superarlo, saltando sobre plataformas y esquivando o eliminando enemigos con la ayuda de un potenciador (entonces, el martillo, ahora champiñones, flores y estrellas) o de derrotar a un enemigo final, de 'Mario Bros. (1983) la existencia de tuberías, que el segundo jugador juegue como Luigi o la importancia de recolectar monedas para obtener vidas extra, y de 'Wrecking Crew (junio de 1985) la capacidad de Mario de destruir bloques de ladrillo. 
Los dos hermanos Mario, Mario Mario y Luigi Mario, son unos fontaneros italoestadounidenses que viven en el Reino Champiñón, donde deben rescatar a la Princesa Toadstool (Princesa Peach) del malvado Bowser. El videojuego consta de 8 mundos, cada uno con 4 niveles, haciendo un total de 32 niveles. Aunque los mundos difieren en aspectos temáticos, el cuarto nivel siempre una fortaleza o castillo que termina con una pelea contra Bowser (o uno de sus secuaces disfrazados de él). El videojuego es uno de los videojuegos más vendidos de todos los tiempos..

### Super Mario Bros.: The Lost Levels
Super Mario Bros.: The Lost Levels (conocido como Super Mario Bros. 2 en Japón) es la primera secuela del Super Mario Bros. original. Utiliza el motor gráfico original de Super Mario Bros. con algunas adiciones como clima, movimientos de personajes y niveles más complejos, lo que genera una dificultad mucho mayor. El videojuego sigue el mismo estilo de progresión de niveles que Super Mario Bros., con ocho mundos iniciales cada uno con cuatro niveles. El último nivel de cada mundo es un castillo lleno de lava que culmina en una batalla contra Bowser. Esta secuela no se lanzó fuera de Japón en ese período de tiempo, porque Nintendo of America no quería que la serie de Mario fuera conocida por su dificultad frustrante, que fuera inaccesible para un mercado cada vez más amplio de jugadores de videojuegos estadounidenses, ni que estuviera estrictamente desactualizada por el momento en que dicho videojuego podría finalmente ser lanzado en América. En 1993, el videojuego debutó fuera de Japón con el título Super Mario Bros.: The Lost Levels en la compilación de videojuegos titulada 'Super Mario All-Stars para la Super Nintendo.

### Super Mario Bros. 2
Como ya se ha indicado, el "auténtico" Super Mario Bros. 2, que en Occidente se conocería como Super Mario Bros.: The Lost Levels (publicado en junio de 1986) y que no había sido dirigido por el creador de Mario, Shigeru Miyamoto, se consideró por Nintendo of America demasiado difícil para los jugadores occidentales, además de que había sido comercializado para un malogrado periférico (Famicom Disk System) que no se comercializó fuera de Japón. Al mismo tiempo, Nintendo pretendía capitalizar el éxito de Mario fuera del mercado nipón con un nuevo videojuego de plataformas que cubriera el vacío entre el original (1985) y Super Mario Bros. 3 (que se publicaría en 1988). En un primer momento, Nintendo licenció la franquicia a Hudson Soft, que desarrollaría para NEC PC-8801 y Sharp X1 Super Mario Bros. Special, publicado apenas dos meses después que The Lost Levels. El juego introducía importantes novedades, desde los enemigos de Donkey Kong y Mario Bros., a potenciadores como el martillo o la posibilidad de "nadar" por el aire, pero su scroll lateral "pantalla a pantalla" (del estilo de The Legend of Zelda) afectaba muy negativamente a la jugabilidad. Tras descartar que esa pudiera ser una secuela válida, Nintendo fijó su atención en su videojuego de plataformas publicado exclusivamente para Japón en 1987, también para el periférico Famicom Disk System, llamadoYume Kōjō: Doki Doki Panic, en cuyo desarrollo, a diferencia de lo que había sucedido con The Lost Levels, sí que había participado activamente Shigeru Miyamoto. Decidió así que adaptaría ese juego, sustituyendo su estética por elementos de la franquicia de Mario, para que se publicara en el mercado occidental bajo el nombre Super Mario Bros. 2. 
En este Super Mario Bros. 2, Mario y sus compañeros deben derrotar al sapo malvado Wart en la tierra de los sueños Subcon. Esta nueva adaptación tuvo tanta aceptación, que volvió a ser lanzado en Japón con el título Super Mario USA. Uno de los aspectos más definitorios del videojuego es la capacidad de arrancar verduras del suelo para arrojarlas a los enemigos, muchos de los cuales pasaron a ser recurrentes en la franquicia (Bob Ombs, Shy Guys, Birdo, etc.). Es también el primer videojuego de Super Mario que usa un medidor de vida, lo que permite que Mario y otros personajes jugables sean golpeados hasta cuatro veces antes de morir.Otra particularidad reseñable es que fue el primer juego de la serie donde se pudo controlar a otros personajes además de Mario y a Luigi, incluyendo a la Princesa Peach, quien adquirió aquí su característica levitación, siendo un antecedente de la serie derivada de plataformas 2D protagonizada por ella en exclusiva e iniciada con 'Super Princess Peach (2005).

### Super Mario Bros. 3
Super Mario Bros. 3 está dividido en ocho mundos temáticos, como en el primer videojuego oficial de la saga de "Super Mario Bros.", pero con varios niveles (entre 6 y 10 niveles por mundo) y varias etapas de bonificación que se muestran como ubicaciones en el mapa del mundo. Los niveles no están necesariamente en un orden lineal y en ocasiones, se le permite al jugador saltar niveles o mundos. El nivel final de un mundo es un nivel de desplazamiento lateral sobre una aeronave y que finaliza con una pelea contra uno de los siete Koopalines de Bowser. El videojuego introdujo una amplia gama de nuevos potenciadores, incluido el vuelo como "Mario Mapache" o "Mario Tanuki".

### Super Mario Land
Super Mario Land fue el primer título portátil de la serie Super Mario después de la versión de Game & Watch de Super Mario Bros., y se lanzó para la Game Boy. Al igual que los videojuegos de la serie, es un videojuego de plataformas de desplazamiento lateral en el que Mario debe salvar a la princesa Daisy de un extraterrestre llamado Tatanga. El videojuego tiene 12 niveles divididos en sus 4 respectivos mundos. (3 niveles por mundo). Sus controles eran difíciles

### Super Mario World
Super Mario World fue lanzado para la Super Nintendo. Es un sucesor directo de los videojuegos de Super Mario Bros., y lleva el subtítulo Super Mario Bros. 4 en Japón. El videojuego consta de nueve mundos que se muestran a través de un mapa del mundo. La mayoría de todos los 72 niveles tienen una salida, aunque algunos tienen salidas ocultas. Los nuevos movimientos de Mario incluyen un salto giratorio y al dinosaurio Yoshi que puede comer enemigos y tragarlos o escupirlos. Entre los nuevos potenciadores se incluyen la "Pluma" que permite a Mario y Luigi volar con una capa.

### Super Mario Land 2: The 6 Golden Coins
Super Mario Land 2: 6 Golden Coins introduce al rival de Mario, Wario, quien se adueñó de su castillo durante los eventos de Super Mario Land y obliga a Mario a recolectar seis monedas de oro para poder reclamarlo. Si bien la jugabilidad del videojuego predecesor es similar al Super Mario Bros. original, Super Mario Land 2 tiene más cosas en común con los videojuegos posteriores. El jugador ya no está restringido a solo moverse hacia la derecha. Una campana al final de cada nivel activa un minijuego, donde el jugador puede intentar obtener vidas extra. Hay 32 niveles, basados en varios mundos temáticos, cada uno con su propio jefe. Regresan tres potenciadores: el Superchampiñón, la flor de fuego y la estrella. El videojuego introduce el potenciador "zanahoria", que le da a Mario orejas de conejo grandes que le permiten planear cuando va cayendo por un tiempo limitado.Esta fue la tercera (tras Wart y Tatanga, que aquí repetía presencia como mero jefe de mundo) y última vez en la que los villanos principales de un juego de la serie Super Mario eran ajenos a Bowser y su familia. 
La trilogía de Super Mario Land se cerró dos años después con Wario Land: Super Mario Land 3 (1994), protagonizada por Wario y donde Mario apenas efectuaba un cameo, que se convertiría retroactivamente en el primer videojuego de otra serie derivada de plataformas 2D, Wario Land. Esta sería la primera vez que de la franquicia de juegos de plataformas de desplazamiento horizontal en 2D de Super Mario surgiera una serie derivada. No obstante, se trata de una tendencia que tenía sus orígenes en la propia génesis de la franquicia de Mario, pues en puridad Donkey Kong Jr. (1982) era una serie derivada en la que el descendiente de la primera némesis de Mario pasaba a ser el personaje protagonista, situación que se repetiría ese mismo año 1994 con el inicio de la saga 'Donkey Kong Country. Un tercer juego reseñable de aquel año 1994 fue Donkey Kong otro juego de plataformas protagonizado por Mario, que partía del Donkey Kong de 1981 añadiendo elementos de Super Mario Bros. 2/U.S.A. y que influyó de forma determinante en futuras entregas de la franquicia de plataformas del fontanero, otorgándole a Mario movimientos como el pino o el salto hacia atrás, aunque como sucede con Super Mario Land 3, no suele considerarse parte de ella.

### Super Mario World 2: Yoshi's Island
Super Mario World 2: Yoshi's Island es considerado por Shigeru Miyamoto como parte de la serie Super Mario, mientras que sus secuelas forman parte de una serie derivada. En el videojuego, el jugador controla a Yoshi, que pone huevos al comerse a los enemigos y puede lanzarlos después, además de poder revolotear unos segundos y ser capaz de transformarse en diversos vehículos (helicóptero, excavadora, etc.). En su espalda, lleva a Bebé Mario a través de la isla de Yoshi para rescatar a Bebé Luigi. Si se encuentra un potenciador de estrella, el jugador pasa a controlar temporalmente a Bebé Mario . El objetivo principal es llevar a Bebé Mario de manera segura al final de cada nivel, donde otro Yoshi lo llevará a través del siguiente nivel. El videojuego tiene una estética infantil, con ambientes estilizados como dibujos hechos con crayones. Retroactivamente, se convertiría en el primer juego de la serie derivada protagonizada por Yoshi, que incluiría juegos como Yoshi's Story, Yoshi's Woolly World o Yoshi's Crafted World.

### Super Mario 64
Super Mario 64 fue el primer videojuego en 3D y de mundo abierto de la serie, y un título de lanzamiento para la consola Nintendo 64. Mario debe salvar una vez más a la Princesa Peach de Bowser, recoger hasta 120 estrellas de las pinturas y devolverlas a su castillo. Cada nivel es un entorno cerrado donde el jugador es libre de explorar en todas las direcciones sin límites de tiempo. El jugador recoge estrellas que aparecen después de completar tareas para desbloquear niveles y áreas posteriores. La palanca analógica de la Nintendo 64 hace un extenso repertorio de movimientos precisos en todas las direcciones posibles. El videojuego introdujo movimientos como el puñetazo, el triple salto y el uso de una gorra alada para volar. Los potenciadores del videojuego difieren de los videojuegos anteriores; ahora son tres sombreros diferentes con poderes temporales: la Gorra alada, que permite a Mario volar; la Gorra metálica, que lo convierte en metal; y la Gorra de invisibilidad, que le permite caminar a través de obstáculos. Es el primer videojuego de la serie Super Mario que incorpora la actuación de voz de Charles Martinet para Mario.
En 2004 se realizó una remasterización para la Nintendo DS titulado Super Mario 64 DS, en el que introducía a Yoshi, Luigi y Wario como personajes jugables, además de nuevos niveles y 30 estrellas extra.

### Super Mario Sunshine
Super Mario Sunshine, el segundo título 3D de la serie Super Mario, fue lanzado para la Nintendo GameCube. En este videojuego, Mario y Peach viajan a la isla Delfino para unas vacaciones cuando aparece un doble de Mario que vandaliza toda la isla. Mario es sentenciado a limpiar la isla con un accesorio de chorros de agua con el nombre de F.L.U.D.D. Super Mario Sunshine comparte muchos elementos de jugabilidad similares con su predecesor, Super Mario 64, pero también introduce nuevos movimientos, como girar mientras salta, y otras acciones a través del uso del F.L.U.D.D. El mismo videojuego contiene varios niveles independientes, a los que se puede llegar desde la misma Ciudad Delfino. Mario recopila soles completando tareas en los niveles, que desbloquean nuevas áreas en la Ciudad Delfino por medio de habilidades y eventos relacionados con la trama. Super Mario Sunshine introduce al hijo de Bowser, Bowser Jr. como antagonista. Yoshi también aparece nuevamente para ayudar a Mario en ciertas secciones.

Logotipo de New Super Mario Bros. DS

### New Super Mario Bros.
New Super Mario Bros. fue lanzado para la Nintendo DS, siendo el primer videojuego de Mario con jugabilidad 2D considerado parte de la franquicia desde Super Mario Land 2: 6 Golden Coins. En este videojuego, Mario y Luigi deben salvar a Peach de Bowser Jr. A pesar de que la jugabilidad es 2D, la mayoría de los personajes y objetos son 3D en fondos bidimensionales, lo que resulta en un efecto 2.5D. El videojuego consta de 8 mundos que se ubican en un mapa del mundo. Los clásicos potenciadores (Superchampiñón, Flor de Fuego y Estrella) regresan y se introducen el Mega Champiñón, el Caparazón Azul y el Champiñón pequeño: El Mega Champiñón convierte brevemente a Mario (o Luigi) en un gigante invencible que destruye todo lo que encuentra en su camino; el Caparazón Azul protege a Mario del daño y le permite deslizarse (dependiendo de la velocidad); y el Champiñón pequeño encoge a Mario a un tamaño muy pequeño, lo que le permite encajar en espacios reducidos.

### Super Mario Galaxy
Super Mario Galaxy es un videojuego lanzado para la Wii. En este videojuego, Bowser ha raptado a Peach y la ha llevado al espacio exterior, donde fundará el imperio galáctico para conquistar el universo. Es aquí donde Mario conoce a Rosalina, quien está al mando del observatorio y quien le ayudará a rescatar a Peach, a cambio de recolectar estrellas que permitan movilizar al observatorio al centro del universo. Super Mario Galaxy está ambientado en el espacio exterior, donde Mario viaja entre galaxias para recolectar estrellas, que se obtienen al completar misiones o derrotar enemigos. El sistema de física del videojuego le da a cada objeto celeste su propia fuerza gravitatoria, lo que le permite al jugador circunnavegar planetoides redondeados o irregulares al caminar de lado o al revés.

### New Super Mario Bros. Wii
En New Super Mario Bros. Wii, Peach es capturada por Bowser Jr. y los Koopalines durante su fiesta de cumpleaños en su castillo, y Mario, Luigi y dos Toads (azul y amarillo) deben rescatarla. El videojuego cuenta con multijugador cooperativo para 4 jugadores y nuevos potenciadores: Champihélice, Flor de Hielo y Traje Pingüino. El Champihélice lanza al jugador al aire agitando el Wii Remote. El Traje Pingüino mejora la tracción del deslizamiento y la velocidad y la agilidad de las habilidades de natación, además de los proyectiles de bolas de hielo que son suministrados por la Flor de Hielo. Además, los jugadores pueden montar a Yoshi. Al igual que en su predecesor, hay tres monedas estrella ocultas en cada nivel, que se pueden usar para desbloquear contenido.

### Super Mario Galaxy 2
Super Mario Galaxy 2, la secuela de Super Mario Galaxy, se desarrolló inicialmente como un paquete de expansión para este último, aunque terminó como un videojuego independiente. Conserva la premisa básica de su predecesor e incluye nuevos potenciadores. Estos incluyen la Flor Nube, que permite a Mario crear plataformas en el aire, y el Champiñón Roca, que convierte a Mario en una roca rodante. Además, Mario puede montar a Yoshi y puede volar en el un poco más de lo normal.

### Super Mario 3D Land
Super Mario 3D Land es un videojuego para la Nintendo 3DS. Es el primer título original en 3D de Super Mario en una consola portátil. Fue un intento de trasladar la jugabilidad de los videojuegos 2D a un entorno 3D, simplificando el esquema de control de los videojuegos 3D y utilizando niveles más lineales. También trajo varias características de jugabilidad más antiguas, incluido el potenciador llamado Superhoja, visto por última vez en Super Mario Bros. 3.

### New Super Mario Bros. 2
New Super Mario Bros. 2, la secuela directa de New Super Mario Bros., fue lanzada para la Nintendo 3DS. El jugador, como Mario o Luigi, debe salvar a la princesa Peach de Bowser y los Koopalines. El videojuego tiene un mayor énfasis en la recolección de monedas que otros videojuegos de Super Mario. Se introdujeron varios elementos de jugabilidad para ayudar a lograr este objetivo, como la Flor Dorada, una variante rara de la Flor de Fuego que convierte objetos en monedas.

### New Super Mario Bros. U
New Super Mario Bros. U es un videojuego para Wii U y es la continuación de New Super Mario Bros. Wii. Se juega de manera similar a los títulos anteriores de New Super Mario Bros. e introduce un traje de Ardilla Voladora que permite a los jugadores deslizarse por el aire, así como una modalidad que permite que otro jugador que tiene el GamePad influya en el ambiente. Más tarde se lanzó New Super Luigi U como un paquete de contenido descargable (DLC) para el videojuego, con niveles más cortos pero más difíciles, protagonizado por Luigi. En 2019, se lanzó una adaptación del videojuego para Nintendo Switch titulada New Super Mario Bros. U Deluxe. Esta adaptación incluye tanto el videojuego principal como New Super Luigi U, así como los nuevos personajes jugables Caco Gazapo y Toadette. Fue el primer juego de Mario de hasta 5 personas. En la versión de Switch volvió a ser hasta 4 personas

### Super Mario 3D World
Super Mario 3D World, la continuación de Super Mario 3D Land, se lanzó para Wii U y utilizó las mismas mecánicas de juego. Presentó tres potenciadores nuevos, la Supercampana (que convierte a los personajes en felinos para atacar y escalar paredes), la Campana de la suerte (que permite usar los mismos movimiento de la Supercampana y transforma al personaje en un felino de la suerte) y la Duplicereza (que crea un clon del personaje que lo recoge). Al igual que Super Mario Bros. 2, el videojuego incorpora a la princesa Peach y Toad como personajes jugables además de Mario y Luigi. Rosalina de Super Mario Galaxy también se desbloquea más adelante en el juego.En el año 2021, al relanzar el juego para Nintendo Switch, se incluyó junto con él la expansión Bowser's Fury.

### Super Mario Maker
Super Mario Maker es un videojuego lanzado para Wii U y permite a los jugadores crear sus propios niveles basados en la jugabilidad y en los estilos de Super Mario Bros., Super Mario Bros. 3, Super Mario World y New Super Mario Bros. U, además de compartir sus creaciones en línea. Sobre la base de los videojuegos existentes, se introdujeron varios elementos de jugabilidad que se pueden combinar con los elementos ya existentes para usarse juntos de nuevas formas. También se lanzó una versión para Nintendo 3DS con algunos niveles nuevos preinstalados, pero sin la opción de compartir niveles en línea.

### Super Mario Run
Super Mario Run es un videojuego endless running lanzado para iOS y Android. Es uno de los primeros videojuegos de Nintendo desarrollados para dispositivos móviles, y una de las pocas instancias en que un videojuego de la serie Mario se lanzó oficialmente en hardware que no es de Nintendo. En el videojuego, el jugador controla a Mario u otros personajes que corren automáticamente por la pantalla mientras sincronizan saltos para recolectar monedas y otros premios. A diferencia de muchos otros videojuegos móviles que utilizan un enfoque free to play, Super Mario Run se ofrece como una demo gratuita con un precio alternativo para desbloquear el contenido restante.

### Super Mario Odyssey
Super Mario Odyssey es un videojuego para la Nintendo Switch. El videojuego es un regreso al estilo de juego de mundo abierto en 3D visto en videojuegos como Super Mario 64 o Super Mario Sunshine. Después de que la gorra de Mario es poseída por un espíritu llamado Cappy, él puede usarla para "capturar" temporalmente a los enemigos y objetos y utilizar sus poderes. Al igual que en los videojuegos de mundo abierto en 3D anteriores, los mundos del videojuego contienen una gran variedad de objetivos que se pueden lograr en un orden no lineal antes de progresar.

### Super Mario Maker 2
Super Mario Maker 2 es un videojuego para Nintendo Switch. Y es la secuela de Super Mario Maker y conserva en gran medida la jugabilidad de su predecesora, en la que los jugadores crean sus propios niveles personalizados utilizando elementos de varios videojuegos de la franquicia y que pueden compartir en línea. Super Mario Maker 2 introduce muchas características y elementos que no se encuentran en el original, como un estilo de nivel y elementos de Super Mario 3D World y modos cooperativo y multijugador. Además de poder crear tus propios mundos al estilo Super Mario World incluye nuevas mejoras en la jugabilidad, modo en línea y potenciadores nunca vistos en estas entregas

### Bowser's Fury
Bowser's Fury es una expansión acompañada del port de Super Mario 3D World para Nintendo Switch. A diferencia de Super Mario 3D World, Bowser's Fury presenta un estilo de gameplay de mundo abierto y de exploración similar a Super Mario Odyssey, pero con los controles y mecánicas del propio Super Mario 3D World. Mario recibe la ayuda de Bowser Jr., quien usando su pincel mágico, puede ayudar a Mario a conseguir objetos o derrotar enemigos en el camino. Cada cierto tiempo, un Bowser gigante y furioso aparecerá, causando cambios en todo el entorno, para regresar a la normalidad Mario puede recuperar un Cat Shine o enfrentarse directamente con él con la ayuda de la Giga Campana.

### Super Mario Bros. Wonder
Super Mario Bros. Wonder es un videojuego de plataformas de 2023 desarrollado y publicado por Nintendo para la Nintendo Switch. Es el primer juego tradicional de Super Mario de desplazamiento lateral desde New Super Mario Bros. U en 2012. El juego vendió 4,3 millones de unidades en sus primeras dos semanas, lo que lo convirtió en el juego de Super Mario más rápidamente vendido y recibió elogios de la crítica.

## Elementos comunes
El objetivo de los videojuegos es avanzar a través de varios niveles derrotando a los enemigos, recolectando objetos y avanzar en la misma aventura, pero sin morir. El uso de poderes especiales es parte integral de la serie. La serie tiene entregas con juegos en dos y tres dimensiones. En los juegos 2D, el personaje del jugador (generalmente Mario) salta sobre plataformas y enemigos mientras evita sus ataques y se mueve a la derecha de la pantalla de desplazamiento. Los niveles de juego de Super Mario en 2D tienen objetivos de salida única, que deben alcanzarse dentro de un límite de tiempo y llevar al siguiente nivel secuencial. Super Mario Bros. 3 presentó el overworld, un mapa de niveles no lineales que se ramifica de acuerdo con la elección del jugador. En Super Mario World se ven los niveles introducidos con salidas múltiples.
Las entregas de Super Mario en 3D de la serie han tenido dos subgéneros: Los juegos basados en la exploración de un mundo abierto y los juegos en 3D más lineales con una ruta predeterminada. Los niveles en los juegos de mundo abierto, 64, Sunshine y Odyssey, permiten al jugador explorar libremente múltiples entornos cerrados con un movimiento de 360 grados. A medida que el juego avanza, más entornos se vuelven accesibles. Los juegos lineales en 3D, cuyos títulos incluyen los Galaxy 1 y 2 o 3D Land y 3D World, presentan ángulos de cámara más fijos y un camino predeterminado hacia un solo objetivo.

### Artículos
La mayoría de los artículos de la serie Super Mario aparecen entre la serie de elementos, que se originaron en Super Mario Bros. y persisten durante toda la serie, donde Mario golpea un bloque para recibir monedas o poderes.

#### Champiñones
Los potenciadores de champiñón aparecen en casi todos los videojuegos de Super Mario. El más emblemático de estos es el Super champiñón. El Súper champiñón aumenta el tamaño de Mario, convirtiéndolo en "Súper Mario", y le permite romper ciertos bloques. Cuando es golpeado por un enemigo, Mario vuelve a su tamaño más pequeño en lugar de perder una vida. Cuando Mario está en su forma "Súper", la mayoría de los bloques que contienen un Súper champiñón, en cambio ofrecen un potenciador más poderoso como la Flor de Fuego. El Super champiñón es similar en apariencia a la Amanita muscaria, con un tallo de marfil debajo de una gorra con manchas más comúnmente roja y blanca (originalmente roja y naranja). Creado por casualidad, Shigeru Miyamoto declaró en una entrevista que las pruebas beta de Super Mario Bros. demostraron que Mario era demasiado alto, por lo que el equipo de desarrollo implementó el champiñón para crecer y reducir a Mario.
El champiñón venenoso, introducido por primera vez en el Super Mario Bros. 2 japonés, es un champiñón que causa daños cuando se toca. En juegos posteriores, el champiñón venenoso se ve casi exactamente como el Super champiñón con una gorra roja pero tiene una cara de aspecto más mezquino.
El Mini champiñón es un pequeño champiñón azul, un elemento recurrente en la serie New Super Mario Bros, que reduce a Mario a tamaño miniatura, permitiéndole acceder a áreas y tuberías que Mario normalmente no puede alcanzar. Mini Mario también salta más alto, flota en el aire, rebota contra los enemigos sin lastimarlos, excepto con golpes en el suelo, y puede correr a través de la superficie del agua y luego saltar de ella como si estuviera en tierra. Mario es más vulnerable en esta forma y pierde una vida al recibir un golpe en forma de miniatura. El Mini champiñón en New Super Mario Bros. U le permite a Mario subir por las paredes.
El Mega champiñón, introducido en New Super Mario Bros. y además en New Super Mario Bros. 2 y Super Mario 3D World, es una adición más reciente a la serie, el cual convierte a Mario en un gigante imponente e invulnerable que destruye enemigos y el medio ambiente. corriendo a través de ellos. Tiene una gorra naranja-amarilla con manchas rojas, como la Super champiñón de Super Mario Bros, pero con una gorra inflada. Super Mario 64 DS presenta un elemento llamado simplemente "champiñón" que otorga las mismas habilidades que el Mega champiñón.
En la franquicia de Super Mario Galaxy, champiñón abeja le da a Mario el traje abeja, y el champiñón de verano pone a Mario dentro de una bobina metálica. El champiñón misterioso en Super Mario Maker proporciona un "disfraz" basado en uno de los muchos personajes, además de las habilidades del Super champiñón.

#### Vidas Extras
Las Vidas Extras son elementos comunes que se muestran como unos champiñón verdes con puntitos blancos que le dan a Mario una vida extra. Las Vida Extras se introdujeron en Super Mario Bros, a veces se ocultan en bloques de elementos invisibles, y se muestran con una gorra naranja con manchas verdes. En Super Mario Land y Super Mario Land 2, la Vida Extra se muestra como un hermoso corazón. Las vidas extras pueden tomar otras formas, tales como el 3 por la lunita de Super Mario World y New Super Mario Bros. U. Suele tener un gorro verde y manchas blancas, y tiene forma de Super Champiñón.

#### Proyectiles
Los poderes florales permiten a Mario disparar proyectiles. La Flor de Fuego, presentada en Super Mario Bros., transforma a Mario en el Super Mario de Fuego, que puede lanzar bolas de fuego a los enemigos. Super Mario Galaxy fue el primer juego de plataformas de Mario en 3D en tener la Flor de Fuego. En Super Mario Land, la Superball es una bola que rebota obtenida de una Super Flor, que Mario puede usar para derrotar a los enemigos y recolectar monedas. La Flor de hielo transforma a Mario en Mario helado, donde puede disparar bolas de hielo como proyectiles similares a los de la flor de fuego; que congela enemigos en un bloque de hielo, para ser utilizados como plataformas o como proyectiles lanzados, como se ve en New Super Mario Bros. Wii y New Super Mario Bros. U. En Super Mario Galaxy, la Flor de Hielo convierte a Mario en hielo y lo deja caminar sobre la lava o el agua por un tiempo limitado congelando la superficie. Por último, en New Super Mario Bros. 2, la flor del oro le permite a Mario girar los ladrillos en monedas y ganar monedas de bonificación para derrotar a los enemigos.

#### Invencibilidad
La invencibilidad es un efecto que aparece por primera vez en los tres juegos de Super Mario Bros, donde es otorgado por un "Hombre estrella", una estrella antropomorfizada y destellante. La estrella también se llama "Super Estrella" en los dos juegos de Super Mario World y la "Estrella arcoiris" en los dos juegos de Super Mario Galaxy. Recoger la estrella hace que Mario sea invencible por un tiempo, capaz de resistir cualquier daño, excepto las caídas al vacío. El uso del elemento está acompañado por una pista de música distintiva que aparece de manera consistente en la mayoría de los videojuegos. El personaje del jugador parpadea en una variedad de colores, y en algunos títulos, se mueve con mayor velocidad y capacidad de salto mejorada, mientras está bajo la influencia de la Estrella. Mientras es invencible, Mario mata a cualquier enemigo al entrar en contacto con él. En Super Mario World 2: Yoshi's Island, la estrella le da a Mario, normalmente inmóvil, la capacidad de correr y de volverse invencible. En Super Mario 64, se proporciona invencibilidad cuando Mario usa la gorra de metal o la gorra de fuga. El Mega champiñón proporciona invencibilidad con la adición del tamaño gigante y la destrucción del entorno.

#### Estrellas y Fichas
Los juegos a menudo presentan objetos de colección que se encuentran en niveles para progresar en el mundo, más frecuentemente con el motivo visual de una estrella. Por lo general, se ubican en lugares que no se encuentran o no se encuentran fácilmente, o que no se otorgan por completar acrobacias u objetivos dados por los PNJ. Incluyen las Estrellas de poderes en Super Mario 64 y los juegos Super Mario Galaxy, Shine Sprites en Super Mario Sunshine, Star Coins en los juegos New Super Mario Bros. y Super Mario 3D Land, Green Stars in the Galaxy y Super Mario 3D World, y Power Moons en Super Mario Odyssey. En Super Mario Land 2, hay seis fichas de monedas de oro que se deben recoger para terminar el juego.

#### Vuelo
El vuelo es un tema común en toda la serie, habilitado por primera vez con el elemento de la alfombra mágica en el Super Mario Bros. 2 internacional (o, si se computa dicho juego, un año antes con el ala potenciadora de Super Mario Bros. Special). Los artículos Super Leaf y Tanooki Suit, que aparecen por primera vez en Super Mario Bros. 3, le brindan a Mario una cola adecuada para los animales, que a su vez actúa como una hélice de vuelo. El traje Tanooki regresa en Super Mario 3D Land y la Super Leaf regresa en New Super Mario Bros. 2. En los juegos New Super Mario Bros., el Spin Block y el Propeller mushroom permiten a Mario girar en el aire y descender lentamente. En Super Mario Land, Mario pilota un avión amarillo con municiones ilimitadas llamado Sky Pop. Super Mario world presenta varias formas de vuelo: el elemento de la pluma proporciona una capa, el globo P infla a Mario en una figura de globo flotante, y Yoshi puede llevar una concha azul de Koopa que le da alas. En Super Mario 64, el vuelo que es otorgado por un Winged Cap. En New Super Mario Bros. U, Mario tiene capacidades limitadas de vuelo y planeo en un traje de ardilla voladora y también puede ordenar a un Bebe Yoshi rosa que se infla en la forma de un globo flotante. En Super Mario Galaxy, Mario puede obtener una estrella roja especial que lo transforma en Mario volador por un tiempo limitado. La nube de Lakitu puede ser controlada en varios de los juegos de desplazamiento lateral.

#### Trajes Especiales
Varios trajes funcionan como potenciadores, muchos de los cuales están basados en animales. Debutando en Super Mario Bros. 3, el Traje de mapache (provisto por una Súper Hoja) y el Traje Tanooki le proporcionan a Mario una cola que actúa como una hélice de vuelo. Además, el Traje Tanooki permite que Mario se convierta espontáneamente en una estatua invencible durante unos cinco segundos. En Super Mario 3D Land, el traje de mapache reaparece y está acompañado por una variación de color plateado llamada Hoja de estatua. Super Mario Bros. 3 incluye un Hammer Bros.traje, que permite a Mario lanzar martillos como proyectiles, para derrotar a los enemigos a distancia, tomando lo que Hammer Bros hace a Mario y darle la vuelta. Mientras usa el traje y se agacha, Mario es invulnerable a los ataques de fuego. El Hammer Suit era tan poderoso que en juegos posteriores, fue degradado. Super Mario 3D Land presenta un "traje Boomerang" que aprovisiona proyectiles boomerang de larga distancia. Otros trajes de animales incluyen el traje de rana, traje de Tanooki, traje de pingüino, traje de gato y traje de abeja.

#### Monedas
El diseño de nivel Super Mario tradicionalmente incorpora muchas monedas distribuidas como rompecabezas y recompensas. La mayoría de los juegos de Super Mario otorgan al jugador una vida extra una vez que se recolectan una cierta cantidad de monedas amarillas, comúnmente 50 o 100. Existen varias variantes de monedas, como monedas de plata, monedas de dragón, monedas estrella y más.
En Super Mario 64, Super Mario Sunshine, Super Mario Galaxy y Super Mario Galaxy 2, las monedas reponen la salud (y el aire, cuando Mario está bajo el agua). En Super Mario 64 y Super Mario Sunshine, recolectar 100 monedas en un nivel da como resultado un Estrella de poder o un Shine Sprite respectivamente. También hay etapas en el juego que recompensan con una estrella de poder por recolectar ocho monedas rojas en un nivel, lo que vale dos monedas normales cada una. En Super Mario 64, una moneda azul vale cinco monedas normales. En Super Mario Sunshine, las monedas azules actúan como una misión secundaria cuando se llevan al Delfino Bank.
En Super Mario Galaxy y Super Mario Galaxy 2, después de terminar cada juego una vez, las etapas se desbloquean donde Mario puede recolectar una cierta cantidad de monedas púrpuras para ganar un Estrella de poder. En Super Mario Galaxy 2, también se pueden usar para alimentar a algunos personajes "Luma" hambrientos que pueden convertirse en un objeto o en otro planeta.
En Super Mario Odyssey existen monedas locales que sirven para comprar aspectos de para Super Mario, pegatinas para tu nave y decoraciones. Además las monedas normales también sirven para comprar trajes.

### Tuberías y cañones de transporte
Las tuberías son un método común de transporte utilizado en muchos de los juegos de la serie Mario. Los Tuberías suelen ser de color verde, pero también aparecen en otros colores (los primeros juegos incluían las Tuberías de plata, los juegos más nuevos han introducido Tuberías de color rojo, verde, azul y amarillo) y tienen muchos usos en la serie. Tuberías también pueden contener enemigos, generalmente plantas de Piraña, y algunas veces lanzar al jugador al aire (lo más común es verlo en New Super Mario Bros.) En los primeros juegos de Mario, como Super Mario Bros., las áreas especiales y bien ocultas conocidas como Zonas Tubería, que contienen tuberías que permiten a los jugadores saltar varios mundos (varios niveles) a la vez. En la nueva serie Super Mario Bros., con cañones de transporte en forma de Tuberías, funciona de manera similar a las zonas de transporte de los juegos anteriores y se desbloquea al encontrar salidas secretas en los niveles. Los cañones aparecen en la mayoría de los juegos 3D de la serie que comienzan con Super Mario 64. Mario usa el cañón saltando dentro del cañón, apuntándose a sí mismo y siendo disparado a un objetivo distante. Esto le permite a Mario progresar a través de un nivel o llegar a un área por lo demás inaccesible. En el juego Super Mario 3D World para Wii U existían unas tuberías transparentes y largas por las que ibas de un extremo de la tubería a otro, una gran mecánica de este juego.

### Yoshi
Es el amigo dinosaurio de Mario, Yoshi ha aparecido como una montura para el personaje del jugador en varios videojuegos de Super Mario, desde Super Mario World. En la precuela,
Super Mario World 2: Yoshi's Island, una manada de Yoshis encuentra a Mario y lo ayuda a salvar a Bebé Luigi. En este juego y Super Mario 64 DS, en lugar del jugador que simplemente monta en la espalda de Yoshi, Yoshi es el personaje del jugador. Los yoshis generalmente tienen habilidades que incluyen comer enemigos, volar y respirar fuego. Miyamoto originalmente había deseado que Mario pudiera montar un dinosaurio en Super Mario Bros., pero esto no era posible debido a las restricciones técnicas del sistema. En Super Mario Odyssey puedes capturar con Cappy a Yoshi y utilizarlo, con sus propias técnicas.

## Recepción
| Juego                               | Metacritic         | GameRankings                  |
| ----------------------------------- | ------------------ | ----------------------------- |
| Super Mario Bros.                   | (GBA) 84           | (GBC) 92% (NES) 85% (GBA) 80% |
| Super Mario Bros.: The Lost Levels  | -                  | -                             |
| Super Mario Bros. 2                 | (GBA) 84           | (GBA) 82% (NES) 81%           |
| Super Mario Bros. 3                 | (GBA) 94           | (NES) 97% (GBA) 92%           |
| Super Mario Land                    | -                  | (GB) 77%                      |
| Super Mario World                   | (GBA) 92           | (SNES) 94% (GBA) 92%          |
| Super Mario Land 2: 6 Golden Coins  | -                  | (GB) 79%                      |
| Super Mario All-Stars               | (Wii) 70           | (SNES) 90%                    |
| Super Mario World 2: Yoshi's Island | (GBA) 91           | (SNES) 96% (GBA) 89%          |
| Super Mario 64                      | (N64) 94 (DS) 85   | (N64) 96% (DS) 86%            |
| Super Mario Sunshine                | (GCN) 92           | (GCN) 91%                     |
| New Super Mario Bros.               | (DS) 89            | (DS) 89%                      |
| Super Mario Galaxy                  | (Wii) 97           | (Wii) 97%                     |
| New Super Mario Bros. Wii           | (Wii) 87           | (Wii) 88%                     |
| Super Mario Galaxy 2                | (Wii) 97           | (Wii) 97%                     |
| Super Mario 3D Land                 | (3DS) 90           | (3DS) 90%                     |
| New Super Mario Bros. 2             | (3DS) 78           | (3DS) 78%                     |
| New Super Mario Bros. U             | (Wii U) 84 (NS) 80 | (Wii U) 84%                   |
| Super Mario 3D World                | (Wii U) 93 (NS) 89 | (Wii U) 92%                   |
| Super Mario Maker                   | (Wii U) 88         | (Wii U) 89%                   |
| Super Mario Run                     | (iOS) 76           | –                             |
| Super Mario Odyssey                 | (NS) 97            | (NS) 97%                      |
| Super Mario Maker 2                 | (NS) 88            | –                             |
| Super Mario 3D All-Stars            | (NS) 82            | –                             |
| Super Mario Bros. Wonder            | (NS) 92            | –                             |

La serie Super Mario ha sido aclamada por la crítica especializada y representa un éxito financiero. La serie fue clasificada como la mejor franquicia de videojuegos por IGN en el año 2006. En 1996, Next Generation clasificó la serie como su número 5 en sus "Top de los 100 Juegos de todos los tiempos", además clasificó a Super Mario 64 en el número 1, aunque indicando la regla de que las series de juegos se limiten a una sola entrega. El original Super Mario Bros. fue galardonado con el primer lugar en la Electronic Gaming Monthly para los 200 juegos más grandes de su lista de tiempo y destacadamente entre sus 100 juegos de todos los tiempos de la lista de IGN en dos ocasiones (2005 y 2007). Super Mario Bros. popularizó los videojuegos de desplazamiento lateral y proporcionó el concepto y la mecánica básicos que persistirían durante el resto de la serie. Super Mario Bros. vendió 40.24 millones de copias, lo que lo convierte en el videojuego más vendido de toda la serie y uno de los videojuegos más vendidos de la historia.
Super Mario Bros. 3 es a menudo considerado como uno de los mejores videojuegos del Nintendo Entertainment System; Nintendo Power lo clasificó como sexto juego en su lista de los 200 mejores juegos de Nintendo. El juego ha sido el 14.º en la lista de la Electronic Gaming Monthly, Super Mario World para el Super Nintendo también recibió puntajes muy positivos, con un 94.44% de puntaje de revisión global en GameRankings. Nintendo Power lo clasificó como el octavo mejor juego en general en una consola de Nintendo en su lista de los 200 mejores juegos.
Super Mario 64, para la Nintendo 64, fue el primer videojuego de plataformas en 3D de la serie Mario, estableció un nuevo arquetipo para el género, como lo hizo Super Mario Bros. para los plataformas de desplazamiento lateral 2D. Es aclamado por muchos críticos y fanáticos como uno de los videojuegos más grandes y revolucionarios de todos los tiempos. El Libro Guinness de los récords reportó ventas de 11.8 millones de copias para Super Mario 64 a fines del año 2007.
Super Mario Sunshine para la Nintendo GameCube también fue aclamado por los críticos de videojuego. IGN elogió la adición de la mochila de agua (F.L.U.D.D. en Inglés y Latinoamérica, A.C.U.A.C. en España) para mejorar el juego, y GameSpy comentó sobre la "gran variedad de movimientos y los entornos bellamente construidos". GameSpot y Computer and Video Games, sin embargo, calificaron el juego de "no pulido" y este último llegó incluso a insinuar que no estaba terminado.
De todos los juegos de Mario lanzados, Super Mario Galaxy, Super Mario Galaxy 2 y Super Mario Odyssey han sido los más aclamados por los fanáticos y los críticos profesionales. Los títulos de Super Mario Galaxy para Wii, exaltados por su creatividad, diseño de niveles, imágenes y música, han sido considerados no solo dos de los mejores juegos de Mario, sino también uno de los mejores juegos de todos los tiempos en general, según sitios como IGN y TopTenReviews. Super Mario Odyssey en Nintendo Switch fue elogiado por haber revivido exitosamente el juego al estilo sandbox visto por última vez en Super Mario 64 y Super Mario Sunshine, y su introducción de la mecánica de "captura". GameRankings, un sitio web que agrega puntuaciones de videojuegos y clasificaciones de críticos de videojuegos bien establecidos, le da a Super Mario Odyssey una clasificación de 98.17%, lo que lo convierte en el juego mejor clasificado de este sitio.Mientras que el sitio IGN le otorgó la calificación de 10 sobre 10, siendo uno de los pocos videojuegos en el sitio web en obtener esa calificación.
Super Mario 3D Land también tuvo un gran éxito comercial y crítico, siendo el sexto juego más vendido para la Nintendo 3DS. Su secuela, Super Mario 3D World, recibió elogios críticos similares y se encuentra en el segundo puesto de los títulos más vendidos de Wii U.

### Ventas
| Juego                                      | Año          | Ventas |
| ------------------------------------------ | ------------ | ------ |
| Super Mario Bros.                          | 1985 (NES)   | 40.24  |
| Super Mario Bros.: The Lost Levels         | 1986 (FDS)   | 2.05   |
| Super Mario Bros. 2                        | 1988 (NES)   | 7.46   |
| Super Mario Bros. 3                        | 1990 (NES)   | 17.28  |
| Super Mario Land                           | 1989 (GB)    | 18.14  |
| Super Mario World                          | 1991 (SNES)  | 20.61  |
| Super Mario Land 2: 6 Golden Coins         | 1992 (GB)    | 11.18  |
| Super Mario All-Stars                      | 1993 (SNES)  | 10.55  |
| Super Mario 64                             | 1996 (N64)   | 11.91  |
| Super Mario Bros. Deluxe                   | 1999 (GBC)   | 10.55  |
| Super Mario Advance                        | 2001 (GBA)   | 5.57   |
| Super Mario World: Super Mario Advance 2   | 2001 (GBA)   | 5.69   |
| Super Mario Sunshine                       | 2002 (GC)    | 5.91   |
| Super Mario Advance 4: Super Mario Bros. 3 | 2003 (GBA)   | 5.43   |
| Super Mario 64 DS                          | 2004 (DS)    | 11.06  |
| New Super Mario Bros.                      | 2006 (DS)    | 30.80  |
| Super Mario Galaxy                         | 2007 (Wii)   | 12.80  |
| New Super Mario Bros. Wii                  | 2009 (Wii)   | 30.32  |
| Super Mario Galaxy 2                       | 2010 (Wii)   | 7.41   |
| Super Mario 3D Land                        | 2011 (3DS)   | 12.88  |
| New Super Mario Bros. 2                    | 2012 (3DS)   | 13.42  |
| New Super Mario Bros. U                    | 2012 (Wii U) | 5.82   |
| Super Mario 3D World                       | 2013 (Wii U) | 5.89   |
| Super Mario Maker                          | 2015 (Wii U) | 4.02   |
| Super Mario Odyssey                        | 2017 (NS)    | 29.04  |
| New Super Mario Bros. U Deluxe             | 2019 (NS)    | 18.06  |
| Super Mario Maker 2                        | 2019 (NS)    | 8.42   |
| Super Mario 3D All-Stars                   | 2020 (NS)    | 9.07   |
| Super Mario 3D World + Bowser's Fury       | 2021 (NS)    | 13.47  |
| Super Mario Bros. Wonder                   | 2023 (NS)    | 15.51  |

Los videojuegos en la serie Super Mario han tenido ventas consistentemente fuertes. Super Mario Bros. es el cuarto videojuego más vendido de Nintendo (superado por Wii Sports, Mario Kart 8 Deluxe y Animal Crossing: New Horizons en primer, segundo y tercer puestos respectivamente), con 40,24 millones de unidades vendidas. También es el título más vendido de la consola de la Nintendo Entertainment System, con sus dos secuelas, Super Mario Bros. 3 (17.28 millones de copias) y Super Mario Bros. 2 (7,46 millones de copias), ubicándose en el tercer y cuarto lugar respectivamente. Super Mario World es el juego más vendido para la consola Super Nintendo Entertainment System, superando las 20.61 millones de copias. El Super Mario World También es el séptimo juego más vendido de todos los tiempos. Super Mario 64 es el videojuego más vendido para la Nintendo 64 (11,91 millones), mientras que Super Mario Sunshine es el tercer videojuego más vendido (5.91 millones) en Nintendo GameCube. Super Mario Galaxy ha vendido 12.80 millones de unidades, siendo el noveno juego más vendido para Wii. Su secuela Super Mario Galaxy 2 ha vendido 7.41 millones de unidades, ubicándose en el duodécimo.Super Mario 3D World es el segundo videojuego más vendido para Wii U, con 5.89 millones de copias vendidas.Super Mario Odyssey ha vendido 29.04 millones de unidades, siendo así el juego 3D de Super Mario con mejores ventas y es el quinto videojuego más vendido para la Nintendo Switch,mientras que Super Mario Bros. Wonder ha vendido 15.51 millones de unidades, ubicándose en el duodécimo puesto.
La serie Super Mario también ha tenido excelentes ventas en consolas portátiles. Super Mario Land ha vendido 18,14 millones de copias y es el cuarto juego más vendido para Game Boy. Su secuela, Super Mario Land 2: 6 Golden Coins, vendió 11,18 millones de copias, colocándose en el sexto lugar. New Super Mario Bros. para Nintendo DS vendió 30,79 millones de unidades, lo que lo convierte en el juego más vendido para la consola y la entrega portátil más vendida de la serie.New Super Mario Bros. 2 con 13,42 millones de copias vendidas y Super Mario 3D Land con 12,50 millones de copias vendidas están ubicados en el quinto y sexto puesto respectivamente para Nintendo 3DS.
Para todos los videojuegos de consola y dispositivos portátiles que no se han incluido con una consola, Super Mario Bros. 3 es el 4.º videojuego más vendido, mientras que New Super Mario Bros. es el 5.º, Super Mario Land es el 11.º puesto, y el Super Mario 64 es el 18.º puesto.